# Uwe Wesp
Uwe Wesp (* 1942 in Berlin) ist ein deutscher Meteorologe. Er moderierte von 1975 bis 2007 beim ZDF die Wettersparte der heute-Nachrichten.

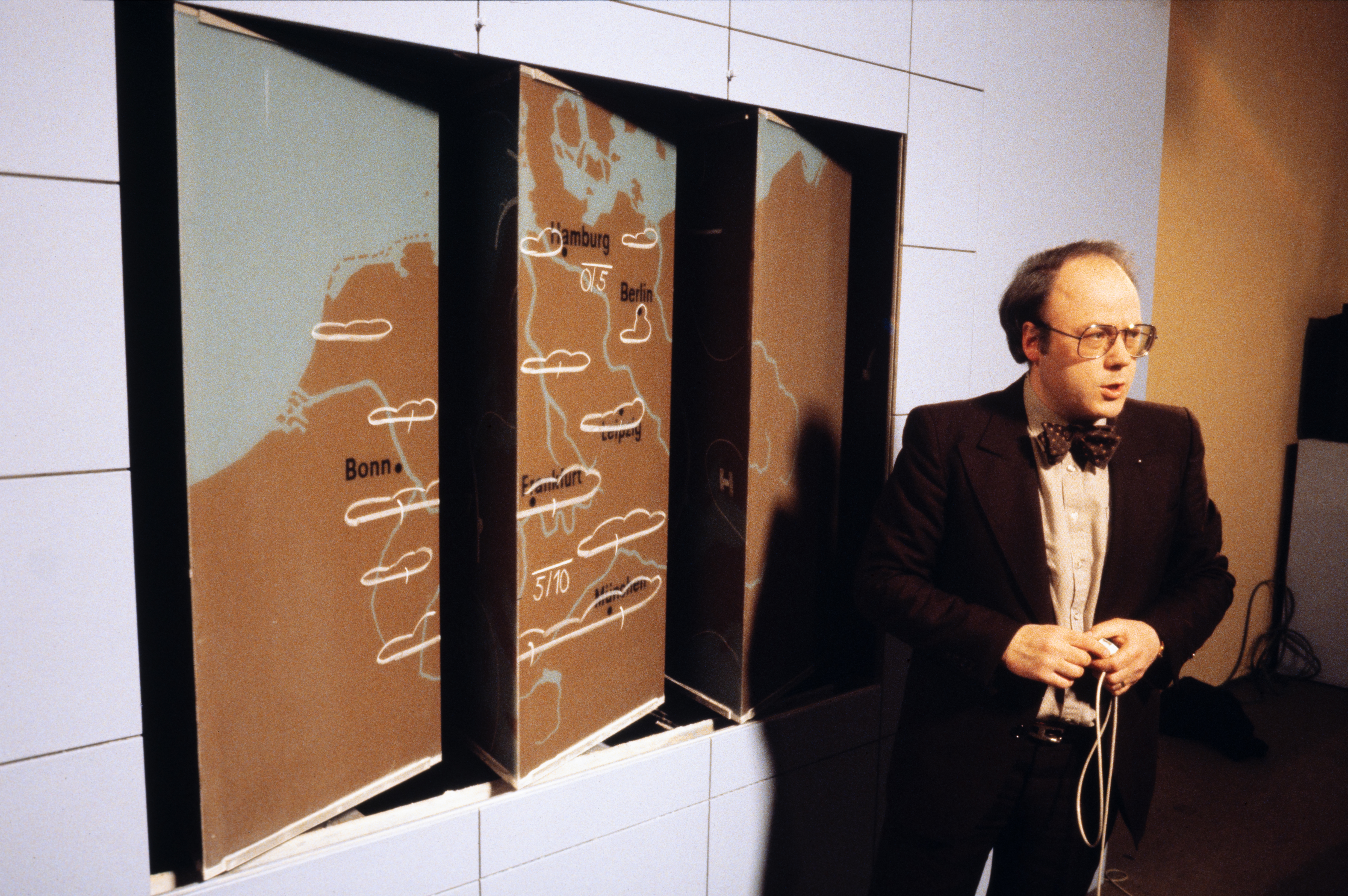
Meteorologe Uwe Wesp vor der Wetterkarte in der heute-Sendung des ZDF am 31. März 1980

## Biographie
Wesp studierte an der Goethe-Universität in Frankfurt am Main Meteorologie, Physik, Geophysik und Mathematik und schloss dort 1969 als Diplom-Meteorologe ab. Im Anschluss arbeitete er ab 1972 beim Deutschen Wetterdienst im Bereich Flugwetterdienst und übernahm dort im Laufe der Zeit auch andere Aufgaben in der Zentrale. Unter anderem war er 20 Jahre lang (bis 2002) Pressesprecher des DWD. Ab 1975 war Wesp freier Mitarbeiter des ZDF. 2005 gab er seine Tätigkeiten beim DWD auf und arbeitete nur noch für den Sender. Ende September 2007 ging Wesp nach 32 Jahren beim ZDF in den Ruhestand. Uwe Wesp ist Vater von zwei Kindern und mittlerweile Großvater.

## Trivia/Zitate
- Wesp ist aktives Mitglied des Vereins Schlaraffia.[2]
- Nach eigenen Angaben besitzt er über 150 Fliegen, alle zum Selbstbinden, welche im Fernsehen immer für hohe Wiedererkennung sorgten.
- „Seriös kann man das Wetter maximal für acht Tage vorhersagen.“[1]
- Am 5. Juli 2007 unterlief Wesp in der Wettervorhersage nach dem heute-journal folgender Versprecher: „Am Sonntag ist es im ganzen Deutschen Rei… Bereich, äh, recht warm und sonnig …“[3][4][5]

## Veröffentlichungen
- Ist unser Klima noch zu retten? : Ozonloch, Treibhauseffekt, Orkanstürme – und was wir wirklich darüber wissen, Lübbe, Bergisch Gladbach, 1992, ISBN 978-3-404-60317-6